# Hautio (Ort)
Hautio (Haotio) ist eine osttimoresische Siedlung im Suco Mulo (Verwaltungsamt Hato-Udo, Gemeinde Ainaro).

## Geographie und Einrichtungen

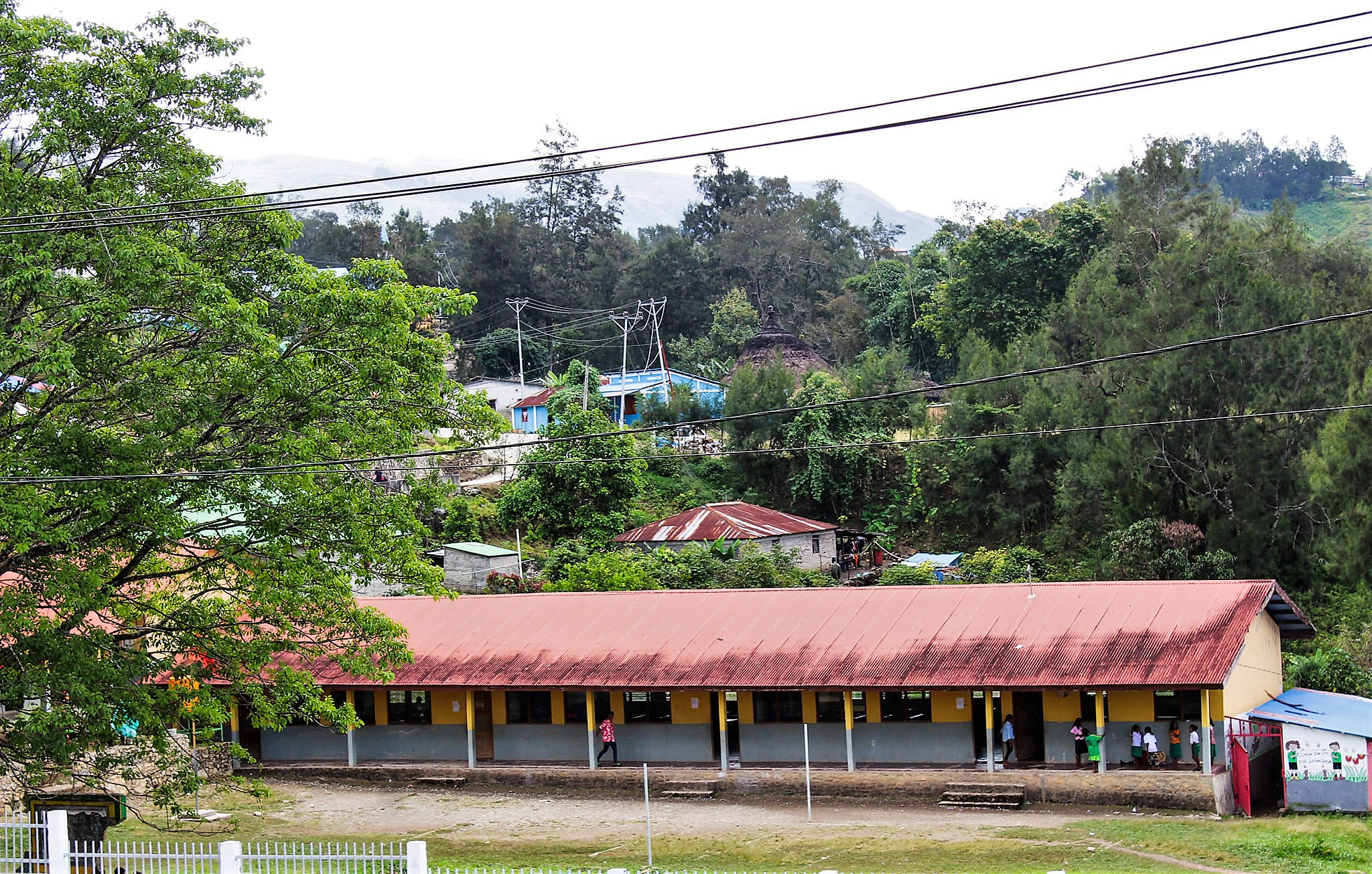
Grundschule in Hautio

Das Zentrum des Ortes liegt im Norden der Aldeia Hautio, auf einer Meereshöhe von 1488 m. Der Nordteil der Siedlung befindet sich in der Aldeia Aituto. Zahlreiche einzeln stehende Häuser liegen verstreut in der Umgebung. Durch das Ortszentrum führt die Überlandstraße von Ainaro nach Dili. Nördlich befindet sich der Ort Aituto, südwestlich der Ort Tatiri Baru.
Im Ort befindet sich in der Aldeia Hautio der Sitz des Sucos und der Markt von Aituto Rina, in der Aldeia Aituto im Ort das kommunale, medizinische Zentrum von Hautio (CHC Hauto) und eine Grundschule.